# سولجر بويز
سولجر بويز (بالإنجليزية: Soldier Boyz)‏ هو فيلم أمريكي من نوع أكشن من إخراج لوي مورنو وبطولة مايكل دوديكوف. تم إنتاجه عام 1995م، وتم تصويره في الفلبين.

## قصة الفيلم
تبدأ قصة الفيلم بسقوط طائرة عسكرية ناقلة في أرض فيتنام بعد أن قصفتها العصابات المسلحة الفيتنامية، وبدأ أحد أبطال الفيلم الذين كانوا سجناء بتعلم كيفية استخدام الأسلحة لإنقاذ رهينة أمريكية في معسكر الفيتنامي وتخليصها من الأعداء.

## ألعاب الفيديو
أنتجت لعبة فيديو سولجر بويز عام 1997م، وهي مقتبسة من الفيلم ذاته، وتعمل على نظام ويندوز 95.

## وصلات خارجية
- سولجر بويز على موقع IMDb (الإنجليزية)
- سولجر بويز على موقع روتن توميتوز (الإنجليزية)
- سولجر بويز على موقع Turner Classic Movies (الإنجليزية)
- سولجر بويز على موقع أول موفي (الإنجليزية)
- سولجر بويز على موقع فيلمافينيتي (الإسبانية)
- سولجر بويز على موقع قاعدة بيانات الأفلام السويدية (السويدية)
- سولجر بويز على موقع قاعدة بيانات الفيلم (الإنجليزية)
- سولجر بويز على موقع ليتربوكسد (الإنجليزية)
- سولجر بويز على موقع كينوبويسك (الروسية)